# Nestátní nezisková organizace
Nestátní nezisková organizace či nevládní nezisková organizace (česká zkratka NNO nebo NGO z anglického Non-governmental organization) je nezisková organizace, která není zřizovaná státem a na státu je nezávislá (anglický termín Non-governmental organization vyjadřuje, že organizace není zřízena ani lokální či regionální veřejnou správou – local government). Její hlavní účel je prosazování obecně prospěšné činnosti nebo k neziskové činnosti pro své členy (příklad sportovní organizace). Světová banka považuje za nevládní neziskové organizace kromě nevládních univerzit a výzkumných pracovišť především organizace, jejichž aktivity „zmírňují utrpení, podporují zájmy chudých, chrání životní prostředí, poskytují základní sociální služby nebo vedou k rozvoji komunit“.
Nestátní nezisková organizace není v České republice oficiální právní termín ani právní forma či status právnické osoby, ale jde o termín již do značné míry ustálený ve společensko-ekonomických textech, funguje jako sebeoznačení organizací i označení v médiích. Opakem NNO je organizace v angličtině označovaná jako For-profit corporation (v podstatě obchodní korporace), ale vzhledem k definici uvedené výše je opakem také veřejnoprávní korporace.

## Znaky NNO
NNO jsou obvykle také právnickými osobami soukromého práva a patří mezi formalizované struktury občanské společnosti. Typické NNO naplňují znaky mezinárodně sdílené definice NNO, jejímiž autory jsou americký sociolog L. M. Salamon a německý sociolog H. K. Anheier:
- Organizovanost (stálá, formalizovaná struktura)
- Soukromý charakter a nezávislost na státu (soukromoprávnost)
- Nerozdělování zisku (mezi členy a rozhodující osoby)
- Samosprávnost (vnitřní struktura)
- Dobrovolnost (ve smyslu „s účastí dobrovolníků“)

## Dělení NNO

### Právní formy NNO
Vymezení NNO, zpracované Radou vlády pro nestátní neziskové organizace a používané pro účely této státní politiky, vychází z právních forem typických pro NNO. Toto vymezení nepolemizuje s mezinárodním vymezením, ale zužuje okruh právních forem, které ji naplňují. Podle této definice jsou za NNO považovány tyto právní formy soukromého práva:
- Spolky a pobočné spolky (nově podle NOZ § 214–302), dříve občanská sdružení a jejich organizační jednotky (podle zákona č. 83/1990 Sb., o sdružování občanů),
- Nadace a nadační fondy (dříve podle zákona č. 227/1997 Sb., o nadacích a nadačních fondech, nyní podle § 306–401 NOZ),
- Účelová zařízení církví, zřizované církvemi a náboženskými společnostmi podle zákona č. 3/2002 Sb., o svobodě náboženského vyznání a postavení církví a náboženských společností, v platném znění; dříve Církevní právnické osoby,
- Obecně prospěšné společnosti podle zákona č. 248/1995 Sb., o obecně prospěšných společnostech (nyní již zrušeného; existující obecně prospěšné společnosti však podle něj stále fungují),
- Ústavy (podle § 402–418 NOZ),
- Školské právnické osoby, registrované Ministerstvem školství, mládeže a tělovýchovy a zahrnující ve významné převaze také církevní školy.

### Dělení NNO podle funkcí
Podle funkce můžeme rozdělit NNO do čtyřech skupin:
- Servisní NNO poskytují přímé služby svým klientům, tedy přímo řeší veřejné problémy. Typicky do této skupiny patří NNO poskytující sociální služby, NNO v oblasti zdravotnictví a sociálního začleňování nebo v oblasti rozvojové spolupráce a humanitární pomoci. Jde většinou o nečlenské NNO, které usilují o svoji profesionalizaci nebo jí již dosáhly. Servisní a advokační funkce NNO často v jednotlivém případě splývají, tedy konkrétní NNO plní obě uvedené funkce zároveň, a to v určitém poměru svých činností.
- Advokační NNO bojují za práva vymezených skupin či vybraných veřejných zájmů. Jejich činnost spočívá v prosazování změn nebo naopak bránění změnám vůči veřejným nebo soukromým institucím. Mají významnou roli v prosazování principu rovnosti a nediskriminace, v ochraně menšinových zájmů a veřejného zájmu, jako je ochrana zdraví, životního prostředí nebo práv spotřebitelů. Tyto NNO jsou z hlediska struktury jak členskými organizacemi (občanská sdružení, nyní spolky), tak nečlenskými (obecně prospěšné společnosti, nadace a nadační fondy).
- Filantropické NNO podporují finančně i hmotně veřejně prospěšné aktivity. Typicky se jedná o nadace a nadační fondy.
- Zájmové NNO jsou vůbec nejpočetnější skupinou NNO v českém neziskovém sektoru. Zaměřují se na organizování zájmové činnosti buď výhradně pro své členy, nebo s přesahem do širší veřejnosti, kdy se jejich aktivity blíží službám poskytovaným určitým skupinám. Typicky do této skupiny patří NNO v oblasti sportu a kultury či tradiční venkovské zájmové spolky (například Sokol, včelařské svazy, dobrovolní hasiči, apod.). Zájmové NNO jsou postaveny výhradně na členském principu.

## Další pojetí NNO
Doslovně vzato, nevládními neziskovými organizacemi jsou též některé veřejné subjekty zřizované územními samosprávnými celky, v Česku tedy kraji, obcemi nebo samosprávnými částmi obcí, ve formě příspěvkové organizace, veřejnoprávního sdružení apod. Protože však slovo „nestátní“ či „nevládní“ je překladem anglického slova „non-government“, které znamená, že organizace není zřízena ani státem, ale ani lokálním vládám a samosprávám. Existují však neziskové organizace, které jsou zřizovány veřejnoprávními subjekty (např. obcí, krajem, zemí, župou atd.), obecní či krajské neziskové organizace se obvykle mezi nevládní nepočítají.

## NNO v Česku
V Česku mají v souvislosti s pojmem NGO publicitu zejména ekologické organizace (například Greenpeace, Hnutí Duha, Děti Země), protikorupční (transparency International, Rekonstrukce státu), lidskoprávní organizace (například česká pobočka Amnesty International, Liga lidských práv, K 213) a také organizace starající se o potřebné, mentálně postižené, seniory atd. (např. Charita Česká republika, Diakonie ČCE, Naděje). Problematika existence, činnosti a financování (fundraising) nestátních neziskových organizací („neziskového sektoru“) je v České republice monitorována Informačním centrem neziskových organizací (ICN), o. p. s. Registrace nevládních neziskových organizací a státní dozor nad nimi přísluší podle jejich typu státním orgánům, zejména příslušným ministerstvům nebo rejstříkovým soudům.

### Financování NNO
Finanční zdroje neziskových organizací tvoří zejména výnosy z vlastní a doplňkové činnosti, z prodeje či pronájmu majetku, z reklam, darů, dědictví a sponzoringu, od pojišťoven a fondů, z úroků, sbírek, tombol, loterií, daňových úlev a u některých NNO z veřejných rozpočtů, např. ve formě příspěvků, dotací. Podle každoroční zprávy Centra pro výzkum neziskového sektoru mířila v roce 2016 ze státního rozpočtu třetina dotací organizacím zaměřujícím se na sport a tělovýchovu, necelých 40 % do oblasti sociálních věcí a politiky zaměstnanosti, asi 15% na podporu vzdělávacích projektů. Diskuse o podobě financování NNO z veřejných peněz se vrací, často bývá politicky zneužívána.
Podmínkou hospodaření neziskových organizací je důsledná a podle závazných předpisů vedená účetní evidence výnosů a nákladů, aktiv a pasiv, toku finančních prostředků, zdanění příjmů, majetku a služeb. Za tímto účelem se vyžaduje znalost účetních a daňových předpisů, schopnost připravit účetní doklady a zavedení dokonalého systému pracování kalkulací nákladů. Výsledky hospodaření neziskových organizací podléhají veřejné kontrole. Podrobná finanční zpráva je ověřována nezávislým certifikovaným auditorem.

### Dobrovolnictví v NNO
Do práce neziskových organizací poskytuje široké pole pro zapojení formálních dobrovolníků, kteří aktivně podílí na jejím chodu. Dobrovolnická práce činnost organizace zlevňuje. Podle údajů neziskových institucí odpracovalo v roce 2014 zhruba 920 000 dobrovolníků asi 45,6 mil. hodin, což odpovídá mzdě asi 5,8 mld. Kč.

### Počet NNO
V dubnu 2017 bylo v České republice registrováno celkem 129 947 nestátních neziskových organizací, z toho 515 nadací, 1670 nadačních fondů, 2774 obecně prospěšných společností, 752 zapsaných ústavů, 4171 církevních organizací, 93 651 spolků a 26 414 pobočných spolků.
Celkový počet všech neziskových institucí dosáhl v roce 2015 čísla 132 953. Neziskové instituce tvořily podíl 2% na zaměstnanosti v ČR.